# Fungo radiotrófico
Os chamados fungos radiotróficos são espécies de fungos descobertas recentemente vivendo no interior e em torno do Reator Nuclear de Chernobyl, na Ucrânia, célebre por ter sofrido um acidente na década de 1980. Descobertos inicialmente na forma de manchas negras de mofo, estes fungos parecem utilizar-se do pigmento melanina para converter radiação gama em energia química para o seu crescimento. Este mecanismo poderia ser similar aos das vias anabólicas da síntese do carbono orgânico reduzido (por exemplo, os carboidratos) nos organismos fotoautotróficos, que capturam fótons da luz visível, com pigmentos como a clorofila, cuja energia é então utilizada na fotólise da água, gerando energia química utilizável (sob a forma de ATP) na fotofosforilação da fotossíntese. No entanto, não se sabe se estes fungos que contêm melanina empregam uma via metabólica complexa, de maneira similar à fotossíntese, ou vias quimiossintéticas.
Estudos feitos no Albert Einstein College of Medicine, na Yeshiva University, em Nova York, Estados Unidos, mostraram que três fungos que contêm melanina, Cladosporium sphaerospermum, Wangiella dermatitidis e Cryptococcus neoformans, aumentaram sua biomassa e acumularam acetato mais rapidamente num ambiente em que o nível de radiação era 500 vezes mais alto que o normal. A exposição das células de C. neoformans a estes níveis de radiação alterou rapidamente (de 20 a 40 minutos de exposição) as propriedades químicas da sua melanina, e aumentou as taxas de transferências de elétrons mediadas por melanina (medidas como redução do ferrocianeto pelo NADH) em três ou quatro vezes, comparado com as células que não sofreram qualquer tipo de exposição. Efeitos similares sobre as capacidades de transporte de elétrons da melanina foram observados pelos autores destes estudos, após a exposição à radiação não-ionizante, indicando que os fungos melanóticos também poderiam utilizar a radiação da luz ou do calor para o crescimento.
A melanização, no entanto, tem um custo metabólico elevando para as células fúngicas; na ausência de radiação, alguns fungos não-melanizados (que haviam sofrido mutações na via biossintética da melanina) cresceram mais rapidamente que suas equivalentes "melanizadas". Acredita-se que a ingestão limitada de nutrientes devida às moléculas de melanina da parede das células fúngicas ou a intermediários tóxicos formados na biossíntese da melanina, possam contribuir para este fenômeno. Isso está de acordo com a observação de que, apesar de serem capazes de produzir melanina, muitos fungos não sintetizam a melanina constitutivamente (isto é, o tempo todo), mas apenas em resposta a estímulos externos, ou em diferentes fases de seu desenvolvimento. Os processos exatos da síntese, através da melanina, de compostos orgânicos, ou outros metabólitos para o crescimento fúngico, incluindo os intermediários químicos (como as moléculas doadoras e aceptoras de elétrons nativas) na célula fúngica e a localização e os produtos químicos deste processo, ainda são desconhecidos.